# Dibolia chevrolati
Dibolia chevrolati es una especie de insecto coleóptero de la familia Chrysomelidae. Fue descrita científicamente en 1861 por Allard.